# Elis Wadstein
Nils Elis Wadstein, född 16 juli 1861 i Torshälla landsförsamling, död 19 juni 1942, var en svensk språkforskare.
Wadstein inskrevs som student vid Uppsala universitet 1879, blev filosofie licentiat 1888 samt 1889 filosofie doktor och docent i nordiska språk vid Uppsala universitet. Han var t.f. professor 1893–1894 i nordiska språk vid Göteborgs högskola och 1894–1896 i svenska språket vid Uppsala universitet samt professor i nyeuropeisk lingvistik med undervisningsskyldighet i germanska språk vid Göteborgs högskola 1900–1928. Sedan 1905 var han censor vid studentexamina. 
Wadsteins forskning och författarskap faller inom flera olika, fast med varandra sammanhängande områden: det nordiska, det kontinentalgermanska och det fornengelska. Hans lärarverksamhet som professor vid Göteborgs högskola omfattade under de första åren både tyska (huvudsakligen) och engelska, men kunde från höstterminen 1903 ägnas uteslutande åt de kontinentalgermanska språken. Han var ledamot av Humanistiska vetenskapssamfundet i Uppsala (1898) och Vetenskaps- och vitterhetssamhället i Göteborg (1905).
Elis Wadstein är begravd på Uppsala gamla kyrkogård.